# Великоголова щитонога черепаха Дюмеріля
Великоголова щитонога черепаха Дюмеріля (Peltocephalus dumerilianus) — єдиний вид черепах роду Великоголова щитонога черепаха родини Щитоногі черепахи. Отримала назву на честь французького зоолога Андре Дюмеріля. Інші назви «гвіанська щитонога черепаха», «великоголова амазонська річкова черепаха», «великоголова бокошийна черепаха».

## Опис
Загальна довжина карапаксу досягає 44—68 см. Голова велика й дуже широка, має трикутну форму. Поверх голови є великі щитки. Рило витягнуто. На підборідді тільки 1 вусик. Карапакс овальний з медіальний кілем. Кіль добре помітний у молодих черепах і пропадає з віком. Пластрон великий, широкий, але не покриває весь карапакс.
Забарвлення голови коливається від сірого до оливкового, але тимпанічний щиток може бути світліше. У старих черепах голова значно світлішає, стаючи білою. Щелепи бліді, шия і кінцівки сіро—оливкові. Колір карапакса мінливий: від сірого до оливкового, коричневого або майже чорного. Пластрон і перетинка може бути від жовтого до коричневого забарвлення.

## Спосіб життя
Полюбляє прозорі води, іноді зустрічається і в каламутних річках, струмках, закрутах, лагунах, заливних рівнинах. Харчується рибою, безхребетними, фруктами, насінням (особливо пальмових фруктів), водними рослинами, водоростями.
Відкладання яєць починається у посушливий сезон в середині грудня. Глибина гнізда, що викопує самиця, становить 12—24 см. У кладці від 7 до 25 яєць. Яйця великі еліптичні, розміром 50,2х34—45,8 мм. Інкубаційний період триває близько 100 днів. У новонароджених черепашенят темно—коричневий або сіро—чорний карапакс довжиною 56,1 ± 2.7 мм, пластрон жовтий з чорними плямами. З боків коричневої або темно—сірої чи чорної голови кілька жовтих плям. Вага черепашенят 32,6 ± 2.2 м.

## Розповсюдження
Мешкає у басейні Амазонки: від прикордонних районів півдня Колумбії, Еквадору і сходу Перу до гирла річки на північному сході Бразилії. Зустрічається також у Венесуелі та Гвіані.